# Grand Prix moto de Malaisie 2003
Le  Grand Prix moto de Malaisie 2003 est la quatorzième manche du championnat du monde de vitesse moto 2003. La compétition s'est déroulée du 10 au 12 octobre 2003 sur le circuit international de Sepang. C'est la 13e édition du Grand Prix moto de Malaisie.

## Classement final MotoGP
| Pos. | Pilote            | Constructeur | Temps/Écart     | Grille | Points |
| ---- | ----------------- | ------------ | --------------- | ------ | ------ |
| 1    | Valentino Rossi   | Honda        | 43 min 41 s 457 | 1      | 25     |
| 2    | Sete Gibernau     | Honda        | +2 s 042        | 7      | 20     |
| 3    | Max Biaggi        | Honda        | +7 s 644        | 4      | 16     |
| 4    | Nicky Hayden      | Honda        | +13 s 733       | 9      | 13     |
| 5    | Carlos Checa      | Yamaha       | +13 s 789       | 2      | 11     |
| 6    | Loris Capirossi   | Ducati       | +20 s 567       | 6      | 10     |
| 7    | Tohru Ukawa       | Honda        | +23 s 449       | 8      | 9      |
| 8    | Shinya Nakano     | Yamaha       | +26 s 740       | 5      | 8      |
| 9    | Troy Bayliss      | Ducati       | +32 s 149       | 11     | 7      |
| 10   | Makoto Tamada     | Honda        | +40 s 556       | 3      | 6      |
| 11   | Marco Melandri    | Yamaha       | +43 s 863       | 14     | 5      |
| 12   | Noriyuki Haga     | Aprilia      | +44 s 613       | 17     | 4      |
| 13   | Colin Edwards     | Aprilia      | +54 s 667       | 13     | 3      |
| 14   | Kenny Roberts Jr  | Suzuki       | +1 min 02 s 687 | 10     | 2      |
| 15   | Alex Barros       | Yamaha       | +1 min 03 s 006 | 12     | 1      |
| 16   | Andrew Pitt       | Kawasaki     | +1 min 06 s 128 | 20     |        |
| 17   | Jeremy McWilliams | Proton       | +1 min 10 s 916 | 18     |        |
| 18   | Nobuatsu Aoki     | Proton       | +1 min 11 s 344 | 19     |        |
| 19   | Garry McCoy       | Kawasaki     | +1 min 17 s 205 | 16     |        |
| 20   | Akira Ryo         | Suzuki       | +1 min 41 s 315 | 15     |        |
| 21   | Ryuichi Kiyonari  | Honda        | +1 min 49 s 094 | 21     |        |
| Abd. | David de Gea      | Sabre V4     | Abandon         | 22     |        |
| Abd. | Chris Burns       | Roc Yamaha   | Abandon         | 24     |        |

## Classement final 250 cm3
| Pos  | Pilote           | Constructeur | Temps/Écart     | Grille | Points |
| ---- | ---------------- | ------------ | --------------- | ------ | ------ |
| 1    | Toni Elías       | Aprilia      | 43 min 15 s 925 | 1      | 25     |
| 2    | Manuel Poggiali  | Aprilia      | +9 s 931        | 2      | 20     |
| 3    | Fonsi Nieto      | Aprilia      | +9 s 942        | 3      | 16     |
| 4    | Roberto Rolfo    | Honda        | +25 s 839       | 10     | 13     |
| 5    | Randy de Puniet  | Aprilia      | +34 s 060       | 5      | 11     |
| 6    | Franco Battaini  | Aprilia      | +36 s 004       | 6      | 10     |
| 7    | Naoki Matsudo    | Yamaha       | +49 s 445       | 4      | 9      |
| 8    | Sebastian Porto  | Honda        | +53 s 955       | 7      | 8      |
| 9    | Anthony West     | Aprilia      | +57 s 165       | 9      | 7      |
| 10   | Alex Baldolini   | Aprilia      | +1 min 03 s 700 | 12     | 6      |
| 11   | Dirk Heidolf     | Aprilia      | +1 min 04 s 419 | 17     | 5      |
| 12   | Chaz Davies      | Aprilia      | +1 min 06 s 349 | 20     | 4      |
| 13   | Hugo Marchand    | Aprilia      | +1 min 07 s 487 | 14     | 3      |
| 14   | Joan Olive       | Aprilia      | +1 min 08 s 008 | 18     | 2      |
| 15   | Jaroslav Huleš   | Yamaha       | +1 min 18 s 180 | 21     | 1      |
| 16   | Christian Gemmel | Honda        | +1 min 21 s 642 | 19     |        |
| 17   | Katja Poensgen   | Honda        | +2 min 08 s 210 | 24     |        |
| 18   | Henk vd Lagemaat | Honda        | +2 min 13 s 493 | 26     |        |
| 19   | Shi Zhao Huang   | Yamaha       | +1 tour         | 25     |        |
| Abd. | Alex Debón       | Honda        | Abandon         | 11     |        |
| Abd. | Johann Stigefelt | Aprilia      | Abandon         | 23     |        |
| Abd. | Héctor Faubel    | Aprilia      | Abandon         | 15     |        |
| Abd. | Lukas Pesek      | Yamaha       | Abandon         | 22     |        |
| Abd. | Éric Bataille    | Honda        | Abandon         | 16     |        |
| Abd. | Erwan Nigon      | Aprilia      | Abandon         | 13     |        |

## Classement final 125 cm3
| Pos  | Pilote            | Constructeur | Temps/Écart     | Grille | Points |
| ---- | ----------------- | ------------ | --------------- | ------ | ------ |
| 1    | Dani Pedrosa      | Honda        | 43 min 07 s 647 | 2      | 25     |
| 2    | Mika Kallio       | KTM          | +2 s 658        | 3      | 20     |
| 3    | Jorge Lorenzo     | Derbi        | +2 s 750        | 1      | 16     |
| 4    | Thomas Lüthi      | Honda        | +3 s 006        | 6      | 13     |
| 5    | Masao Azuma       | Honda        | +5 s 032        | 12     | 11     |
| 6    | Alex De Angelis   | Aprilia      | +7 s 242        | 16     | 10     |
| 7    | Mirko Giansanti   | Aprilia      | +9 s 549        | 11     | 9      |
| 8    | Héctor Barberá    | Aprilia      | +10 s 908       | 14     | 8      |
| 9    | Pablo Nieto       | Aprilia      | +11 s 197       | 7      | 7      |
| 10   | Roberto Locatelli | KTM          | +12 s 874       | 19     | 6      |
| 11   | Marco Simoncelli  | Aprilia      | +14 s 926       | 15     | 5      |
| 12   | Stefano Bianco    | Gilera       | +15 s 443       | 10     | 4      |
| 13   | Andrea Dovizioso  | Honda        | +15 s 576       | 8      | 3      |
| 14   | Gabor Talmacsi    | Aprilia      | +22 s 709       | 17     | 2      |
| 15   | Álvaro Bautista   | Aprilia      | +24 s 161       | 21     | 1      |
| 16   | Arnaud Vincent    | Aprilia      | +24 s 266       | 18     |        |
| 17   | Fabrizio Lai      | Malaguti     | +24 s 860       | 13     |        |
| 18   | Youichi Ui        | Gilera       | +27 s 972       | 23     |        |
| 19   | Andrea Ballerini  | Honda        | +47 s 813       | 24     |        |
| 20   | Gino Borsoi       | Aprilia      | +48 s 612       | 20     |        |
| 21   | Robbin Harms      | Aprilia      | +58 s 448       | 27     |        |
| 22   | Mike Di Meglio    | Honda        | +58 s 474       | 26     |        |
| 23   | Emilio Alzamora   | Derbi        | +1 min 25 s 522 | 29     |        |
| 24   | Imre Tóth         | Honda        | +1 min 25 s 560 | 28     |        |
| 25   | Julián Simón      | Malaguti     | +1 min 25 s 881 | 30     |        |
| 26   | Michele Danese    | Honda        | +2 min 10 s 497 | 32     |        |
| Abd. | Lucio Cecchinello | Aprilia      | Abandon         | 22     |        |
| Abd. | Casey Stoner      | Aprilia      | Abandon         | 5      |        |
| Abd. | Steve Jenkner     | Aprilia      | Abandon         | 4      |        |
| Abd. | Max Sabbatani     | Aprilia      | Abandon         | 31     |        |
| Abd. | Gioele Pellino    | Aprilia      | Abandon         | 25     |        |
| Abd. | Stefano Perugini  | Aprilia      | Abandon         | 9      |        |